# 김대우 (1988년)
김대우(金大祐, 1988년 11월 21일 ~ )는 KBO 리그 삼성 라이온즈의 우완 언더핸드 투수이다.

## 아마추어 시절
서울고등학교 입학 당시에는 포지션이 야수였으나, 3학년 때 투수로 보직을 바꿨다. 프로 진출 대신 대학 진학을 선택했고, 보직을 늦게 바꿔 대학 진학에 어려움을 겪었다. 투구 폼은 이승엽이 일본 지바 롯데 마린스에 진출해 있을 당시 팀 동료였던 와타나베 슌스케를 보고 따라했다.
홍익대학교의 에이스였으나 특이한 폼에 비해 제구력이 안 좋아 프로 구단 스카우트들의 좋은 평가를 받지 못했다. 하지만 재능을 알아 본 넥센 히어로즈의 스카우트가 투구 폼의 희소성, 즉 극단적인 언더핸드로 인해 릴리스 포인트가 낮으면서도 속구가 시속 140km/h대나 된다는 희소성을 보고 지명됐다.

## 넥센 히어로즈시절
9라운드(전체 67순위) 지명을 받아 다소 낮은 계약금인 2,000만원의 조건으로 입단했다. 2군에서 주로 활동하다가 2011년 6월 4일에 데뷔 첫 경기를 치렀다. 한화를 상대로 3타자 모두 삼진으로 돌려세웠고, 그 다음 날에는 1.2이닝동안 6타자 중 4타자를 삼진으로 돌려 세웠다. 그러나 그 뒤로는 난타당했다. 제구 불안과 경기 운영 미숙으로 1군과 2군을 오고가다가 2011년 시즌 24경기에 등판해 2패, 6점대 평균자책점을 기록했다.

## 상무 야구단시절
2011년 시즌 후 고종욱과 함께 입대했다.

## 넥센 히어로즈복귀
2013년 9월 25일 고종욱과 동반 제대한 후 마무리 훈련에 합류했다.

## 삼성 라이온즈시절
불펜 보강과 내야 교통 정리가 필요했던 팀이 트레이드를 추진했고, 2016년 3월 22일에 당시 삼성 라이온즈 소속이었던 채태인과 1:1 트레이드를 통해 이적하였다. 2016년 시즌 전반기에는 부진했지만, 후반기에는 좋은 활약을 보였다.

## 별명
- 얼굴에 큰 점이 있어서 '점대우'라고 불린다.

## 출신 학교
- 서울역삼초등학교
- 대치중학교
- 서울고등학교
- 홍익대학교

## 통산 기록
| 연도 | 팀명   | 평균자책점 | 경기 | 완투 | 완봉 | 승 | 패 | 세 | 홀 | 승률  | 타자 | 이닝 | 피안타 | 피홈런 | 볼넷 | 사구 | 탈삼진 | 실점 | 자책점 |
| ---- | ------ | ---------- | ---- | ---- | ---- | -- | -- | -- | -- | ----- | ---- | ---- | ------ | ------ | ---- | ---- | ------ | ---- | ------ |
| 2011 | 넥센   | 6.00       | 24   | 0    | 0    | 0  | 2  | 0  | 0  | 0.000 | 131  | 27   | 26     | 0      | 19   | 4    | 28     | 20   | 18     |
| 2014 | 넥센   | 5.50       | 30   | 0    | 0    | 2  | 2  | 1  | 0  | 0.500 | 347  | 73⅔  | 88     | 9      | 45   | 8    | 66     | 48   | 45     |
| 2015 | 넥센   | 4.94       | 47   | 0    | 0    | 6  | 3  | 1  | 4  | 0.667 | 318  | 71   | 81     | 8      | 31   | 6    | 63     | 44   | 39     |
| 2016 | 삼성   | 5.05       | 67   | 0    | 0    | 6  | 0  | 0  | 11 | 1.000 | 295  | 66   | 82     | 8      | 19   | 6    | 37     | 39   | 37     |
| 2017 | 삼성   | 9.54       | 25   | 0    | 0    | 2  | 5  | 0  | 1  | 0.286 | 247  | 50   | 71     | 7      | 26   | 8    | 28     | 56   | 53     |
| 2018 | 삼성   | 7.93       | 8    | 0    | 0    | 2  | 2  | 0  | 0  | 0.500 | 176  | 36⅓  | 53     | 7      | 18   | 3    | 15     | 34   | 32     |
| 2019 | 삼성   | 5.13       | 44   | 0    | 0    | 5  | 1  | 0  | 1  | 0.833 | 253  | 59⅔  | 61     | 11     | 16   | 5    | 40     | 38   | 34     |
| 2020 | 삼성   | 5.10       | 28   | 0    | 0    | 3  | 7  | 0  | 1  | 0.300 | 350  | 77⅔  | 95     | 9      | 26   | 6    | 37     | 49   | 44     |
| 2021 | 삼성   | 6.35       | 31   | 0    | 0    | 0  | 2  | 0  | 1  | 0.000 | 234  | 51   | 68     | 7      | 15   | 2    | 27     | 39   | 36     |
| 2022 | 삼성   | 2.08       | 4    | 0    | 0    | 1  | 0  | 0  | 0  | 1.000 | 16   | 4⅓   | 4      | 0      | 0    | 0    | 5      | 1    | 1      |
| 2023 | 삼성   | 4.50       | 44   | 0    | 0    | 0  | 2  | 0  | 4  | 0.000 | 277  | 64   | 66     | 7      | 22   | 3    | 49     | 37   | 32     |
| 2024 | 삼성   | 5.50       | 32   | 0    | 0    | 0  | 0  | 0  | 5  | -     | 157  | 34⅓  | 42     | 4      | 9    | 3    | 23     | 24   | 21     |
| 통산 | 12시즌 | 5.74       | 384  | 0    | 0    | 27 | 26 | 2  | 28 | 0.509 | 2801 | 615  | 737    | 77     | 246  | 54   | 418    | 429  | 392    |